# 凱特·沃恩
凱特·沃恩（Kate Warne，1833-1868年1月28日），為活躍於美國南北戰爭時期隸屬平克頓偵探事務所的私僱執法人員，參與了林肯總統暗殺案和內戰期間的保全和間諜工作。她是美國首位女偵探 ，亦是平克頓偵探事務所的首位女探員。 

## 生平

### 早年
於1833年出生於紐約州埃林鎮，有關凱特早年事蹟記載不多。1856年，凱特因丈夫去世而成為寡婦，年僅23歲。同年，凱特到平克頓偵探事務所求職。事務所負責人艾倫·平克頓起初並不答允，但凱特指她能潛入很多男性探員沒法進入的地方，因此平克頓便決定試用她。 
1858年，凱特負責調查亞當斯信託公司虧空公款案。她通過與嫌疑人馬洛尼的妻子打關係，成功套取贓款的收藏地點，並將馬洛尼逮捕。1860年，因凱特的表現傑出，平克頓決定開設女偵探部，並任命凱特為部長。

### 護送林肯總統述職
1861年2月，候任總統林肯由家鄉伊利諾州春田市出發前往華盛頓特區述職，南北鐵路公司主席山繆·費頓遂委託平克頓偵探事務所處理候任總統林肯的保衛工作。平克頓分派探員到沿途各地調查和打聽對林肯不利的情報，而凱特與另外四名探員被分配到分離份子活躍的馬里蘭州。凱特化名M.B.到最大城市巴爾的摩混入分離組織，並打探到有分離份子試圖趁林肯到達巴爾的摩火車站時，先在附近打鬥，引開警衛注意，隨即讓假扮路人的分離份子們襲擊無人看守的總統。 
於是凱特與上司平克頓於2月18日乘坐晚間火車到紐約市，向參議員諾曼·賈德報告賈德隨即將此消息轉達林肯，然而林肯卻質疑情報的可靠性，拒絕更改他的行程.。凱特只好按著原計劃編排行程，但她故意向地下組織洩露有關林肯出訪時間和乘坐的火車班次的虛假情報，並以私人名義購買了四張往費城的火車票，聲稱是替生病的兄弟和家人購買的。 
於2月21日，林肯身穿便服，將一隻手臂藏在衣服中假裝成傷殘人士，並由凱特、平克頓及其私人保鑣沃德·希爾·拉蒙擔任貼身護衛，從哈里斯堡乘坐鐵路火車前往費城，再於2月22日至23日晚上到巴爾的摩。抵達巴爾的摩後，林肯改乘另一列火車，最終於2月24日凌晨6時安全抵達華盛頓特區。

### 南北戰爭時期
於林肯總統暗殺案後，凱特·沃恩繼續於平克頓偵探事務所出任女偵探部部長。1861年4月12日，隨著查爾斯頓向薩姆特堡開火，美國內戰爆發。於4月21日，平克頓寫信予林肯總統，表示希望能為其效力。林肯麾下大將喬治·麥克萊倫答允並要求平克頓為政府建立一個軍事情報部門。於是，在1861年7月底，平克頓帶領凱特，以及提莫西·韋伯斯特和喬治·邦斯三名親信在俄亥俄州辛辛那提成立新總部。南北戰爭期間，凱特用過十二個名字縮寫皆為K.W.的化名，滲透到南方的社交聚會，刺探軍事情報。

### 內戰後
內戰後，凱特回到平克頓偵探事務所工作，並處理了許多備受矚目的案件。包括於1865年的喬治·哥登謀殺案，以及翌年的薩姆納船長暗殺案。平克頓甚至為凱特租了一間辦公室，方便她進行臥底任務。直到1868年，凱特因感染肺炎而在1月28日病逝，平克頓將她安葬在平克頓家族的私人墓園。

## 評價

### 上司平克頓的評價
平克頓對凱特極為賞識，不但破格讓凱特加入偵探所，後更將她任命為女偵探部部長，讓她參與護送林肯、內戰情報刺探等任務。平克頓甚至在其回憶錄中特別感謝了凱特·沃恩，表揚她作為偵探的傑出表現從沒有令人失望，亦指她和提莫西·韋伯斯特是他偵探所最優秀的探員。 

### 後世的評價
後世對凱特的評價正面，凱特的偵探生涯被視為婦女史上的重要時刻。直到1910年，美國女性才可正式成為警察，然而凱特卻於半個世紀前便擔任私人警探，更參與了保護總統的任務、偵破了多宗大案。因此凱特受到不少女權主義者的擁戴和支持，更促成不少後世女性，例如海蒂·羅森，投身偵探行業。 
於現平克頓偵探事務所官方網站有介紹和表揚凱特·沃恩的頁面，尊稱她為歷史上的無名英雄，亦紀錄了她偵破的數宗案件，對她的查案能力予以肯定。 

## 流行文化
加拿大女演員瑪莎·麥艾西於2014年加拿大電視連續劇《平克頓偵探事務所》中飾演凱特·沃恩。 
於2017年，美國作家馬莎·莫斯出版了以凱特為主角的圖像小說《凱特·沃恩－平克頓偵探》 。
於2019年動畫薩維爾·里都和秘密博物館第21集中，薩維爾一行人回到1840年時遇到了當時還未成為偵探的凱特。

## 軼事
平克頓偵探事務所的宣傳標語「我們不睡覺」（We Never Sleep）據說源於凱特·沃恩在護衛林肯總統從賓夕法尼亞州到華盛頓特區的旅途中全程不眠不休、保持警惕而來。 

## 外部連結
- 平克頓偵探事務所官方介紹 （页面存档备份，存于）